# ديف براون (لاعب كرة قدم أمريكية أمريكي)
ديف براون (بالإنجليزية: Dave Brown)‏ هو لاعب كرة قدم أمريكية أمريكي، ولد في 25 فبراير 1970 في سوميت في الولايات المتحدة.

## وصلات خارجية
- ديف براون (لاعب كرة قدم أمريكية أمريكي) على موقع مرجع كرة القدم المحترفة.كوم (الإنجليزية)